# オオトビサシガメ
オオトビサシガメ Isyndus obscurus (Dallas, 1850) は、サシガメ科の昆虫の1つ。この類では日本で最も大きいものの1つで、時に越冬のために人家に侵入する。

## 特徴
全身が茶褐色で黄色の微小な柔らかい毛を密生している。体長は23mm程度。小さいものは20mmから大きいものは27mmにも達する。頭部は細長くなっており、その背面は黒みを帯び、また複眼は光沢のある黒色をしている。頭部の背面には左右の複眼を繋ぎ、単眼の前方を通る線に沿う横溝がある。触角はとても長くなっており、褐色で4節からなり、第2節の先端方向半分が黒い。また第1節が最も長く、第3節がこれに次いで長い。前胸背は後方で幅広くなっており、背面は前半部が盛り上がり、その中央には縦溝が1本走っている。この前胸背の前の両端、前半部の終わりの側面は多少ながら棘状に突き出ている。またその後方、前胸背の一番幅広い部分も左右に突き出している。小楯板は中央が隆起している。
前翅はその先端が腹部の末端にまで届き、膜質部は大きくてやや銅色の光沢がある。腹部側面の結合板は雄ではさほどはっきりしないが雌ではよく発達して両側に突き出ており、暗褐色だが各節の後端で色が淡くなっている。歩脚は強大で、体の下面と共に茶褐色で、全身を覆う柔らかい毛がそれ以外の部分よりいっそう著しくなっている。
性的二形は腹部の形に見られ、雄では腹部の幅が前胸背より狭いのに対して、雌では前胸背より腹部が遙かに幅広くなっている。

## 生態など
山地の樹上に見られるもので、小型の昆虫類を捕食する。小田他(1982)は果樹園でのクサギカメムシの調査で、本種が越冬前後にクサギカメを頻繁に捕食していることを報告している。
越冬態は成虫で、樹皮の下、あるいは樹幹の空洞などで越冬し、その際に群れを作ることがある。小田(1982)はこの越冬集団形成の初期に、同様の環境に集合して越冬するクサギカメムシを捕食すること、またそこで本種の交尾が見られることを記録している。本種はこの越冬の場所に家屋を選ぶことがしばしばあり、問題となることがある(後述)。
小田(1982)はまた本種雌成虫をクサギカメムシの幼虫を餌に飼育し、以下のような結果を得た。越冬明け、4月より飼育した雌個体は当初は5日に1頭の餌を採り、5月中旬に産卵を開始、餌を1～2日に1頭捕食しながら産卵し、最終的には10個の卵塊を生み付けて6月下旬に死亡した。卵は筒状の形で長さ2.8mm、幅1mm、これを13～27個、平均21個を1つの卵塊として産卵した。

## 分布と生息環境
日本では本州、四国、九州と対馬に、国外では朝鮮半島、中国、ブータン、インド、パキスタンから知られている。
山地の樹上に見られる。古くより数の多い種との判断があり、石井他編(1950)には「希でない」とあり、また安永他(1993)にも「よく見られ」とある。例えば小田他(1982)は奈良県の果樹園におけるクサギカメムシについての調査で、クサギカメムシの1/10程度の個体数の本種がいることを示した。

## 近縁種など
本種の属するオオトビサシガメ属はニューギニアからインドに渡る地域を中心として6種が知られるが、日本から知られているのは本種のみである。
本種は日本産のサシガメの中では非常に大柄で、そのがっしりした体格から判別は容易である。体長で見ると普通種のシマサシガメで13～16mm、「大型種」とされるヨコヅナサシガメで16～24mmと、本種はそれより更に大きくなる。安永他(1993)と石川他編(2012)で見る限り、日本産の本科のものでこの大きさに達するものは他にいない。

## 人間との関係
サシガメ類は多くが昆虫などの小動物を捕食する肉食性の昆虫であるが、人が捕らえるとその口吻で刺すことがあり、往々にひどい痛みを与える。本種はそれが頻繁にあるらしく、例えば川沢、川村(1975)ではこれについて触れた記事で真っ先に本種の名を挙げており、また石井他編(1950)は採集の際の注意としてこれに触れ、「その疼痛は容易に去らない」としてあり、さらに安永他(1993)でも「刺されると激しい痛みがある」とわざわざ記している。この2書には他にもサシガメが取り上げられているが、石井他編(1950)では本種のみが、安永他編(1993)では同様の記述がある4種の1つになっており、いずれにせよ本種による被害が多いことを反映していると思われる。
また本種は越冬の際に成虫が集団で物陰に集まる習性があるが、その行き先に人家や家屋を選ぶことがあり、問題になる例がある。小林、木村(1969)は東北地方の営林署の事業所に集まったカメムシについて調査を行い、調査対象の75％でカメムシの集団が侵入したこと、その主たるものはクサギカメムシなど4種であったが、本種はそれらに次いで数が多かった。
他方、昆虫などを餌とすることは害虫を食べる益虫、という判断も可能であり、小田(1982)が害虫であるクサギカメムシの個体数の研究に於いて本種を扱っているのはこの意味を込めたものと思われる。上記のようにこの中で著者らは本種が越冬のために集合する中でクサギカメを捕食していることを明らかにしており、この時期のクサギカメ個体数の変動に本種が一定の役割を担っているとした。